# Zona europea di radiodiffusione

La zona europea di radiodiffusione

La zona europea di radiodiffusione (in inglese: European Broadcasting Area; in francese: Zone européenne de radiodiffusion; EBA) è un'area descritta dall'Unione internazionale delle telecomunicazioni (ITU) che comprende l'intera Europa e parte di Asia e Africa.
L'EBA è così definita dall'ITU:
(Unione internazionale delle telecomunicazioni)
I confini dell'EBA sono un fattore importante per l'iscrizione di un'emittente radiofonica o televisiva all'Unione europea di radiodiffusione (UER). Gli unici Stati che rientrano nell'EBA ma non sono membri UER sono: Iraq, Liechtenstein, Arabia Saudita e Siria, mentre l'unico Stato parzialmente europeo a non farne parte è il Kazakistan.
Nel 1961 con il Piano di Stoccolma (in ambito tecnico ST61) è avvenuto un accordo internazionale per la designazione di un piano delle frequenze riguardo alla radiodiffusione e alla televisione nelle bande VHF e UHF.

## Lista dei paesi

### Stati sovrani
- Albania
- Algeria (parzialmente al di fuori)
- Andorra
- Arabia Saudita (parzialmente al di fuori)
- Armenia
- Austria
- Azerbaigian
- Bielorussia
- Belgio
- Bosnia ed Erzegovina
- Bulgaria
- Croazia
- Cipro
- Città del Vaticano
- Danimarca (fatta eccezione per la Groenlandia)
- Egitto (parzialmente al di fuori)
- Estonia
- Finlandia
- Francia (esclusi i territori d'oltremare)
- Georgia
- Germania
- Grecia
- Ungheria
- Islanda
- Iraq
- Irlanda
- Israele (parzialmente al di fuori)
- Italia
- Giordania
- Lettonia

- Libano
- Libia (parzialmente al di fuori)
- Liechtenstein
- Lituania
- Lussemburgo
- Macedonia del Nord
- Malta
- Marocco (parzialmente al di fuori)
- Moldavia
- Monaco
- Montenegro
- Norvegia
- Paesi Bassi (escluse le Isole BES, Aruba, Curaçao e Sint Maarten)
- Polonia
- Portogallo
- Regno Unito (esclusi i territori d'oltremare, ad eccezione di Gibilterra e Akrotiri e Dhekelia)
- Romania
- Russia (parzialmente al di fuori)
- San Marino
- Serbia
- Slovacchia
- Slovenia
- Spagna (escluse le Isole Canarie)
- Svezia
- Svizzera
- Siria
- Tunisia
- Turchia
- Ucraina

### Stati a riconoscimento limitato
- Abcasia
- Cipro del Nord
- RP di Doneck
- Kosovo
- RP di Lugansk
- Ossezia del Sud
- Palestina
- Transnistria

### Territori dipendenti
- Akrotiri e Dhekelia (Regno Unito)
- Fær Øer (Danimarca)
- Gibilterra (Regno Unito)
- Guernsey (Regno Unito)
- Isola di Man (Regno Unito)
- Jersey (Regno Unito)